# Commission indépendante de réforme du cyclisme
La Commission Indépendante de Réforme du Cyclisme (CIRC) (Cycling Independent Reform Commission en anglais) est une commission d'enquête mandatée en janvier 2014 par l'Union cycliste internationale pour enquêter sur les problèmes auxquels le cyclisme sur route a été confronté, en particulier sur les scandales de dopage et l'implication éventuelle de l'UCI. Le rapport du CIRC est remis à l'UCI le 9 mars 2015.

## Contexte
Pendant les mandats des présidents de l'UCI Hein Verbruggen (1992-2005) et Pat McQuaid (2005-2013), le cyclisme sur route s'est retrouvé impliqué dans des scandales de dopage, en particulier les équipes cyclistes Festina (Affaire Festina), Telekom, le médecin Eufemiano Fuentes (Affaire Puerto) et - avant sa disqualification - le septuple vainqueur du Tour de France Lance Armstrong. En septembre 2013, le site spécialisé Velo News.com publie un résumé d'un dossier de 54 pages sur des allégations de corruption portées contre Verbruggen et son successeur McQuaid. Selon ce rapport, des témoignages et des documents prouveraient que Pat McQuaid et Hein Verbruggen ont demandé 250 000 € à un propriétaire d'équipe contre divers avantages, que McQuaid aurait tenté de couvrir le contrôle positif de l'Espagnol Alberto Contador lors du Tour de France 2010 (finalement suspendu en 2012), après avoir favorisé et couvert pendant de nombreuses années Lance Armstrong.
Après la critique de la politique des dirigeants de l'UCI, Brian Cookson, qui était l'initiateur du programme de réforme de l'instance, est élu le 27 septembre 2013 comme nouveau président de l'UCI. En janvier 2014, il nomme le Dr Dick Marty à la tête d'une commission indépendante chargée d'enquêter sur le passé de l'UCI, soupçonnée d'avoir été impliquée dans des affaires de dopage. Il est assisté par deux Vice-présidents, le Professeur Ulrich Haas, un expert des règlements et des procédures antidopage et Peter Nicholson, un ancien Officier militaire spécialisé dans les investigations criminelles. Ils sont chargés d'enquêter sur les causes de dopage dans le cyclisme et de clarifier la responsabilité de l'UCI et d'autres autorités sportives. Le CIRC a conduit 174 entretiens individuels avec le personnel de l'UCI, des équipes cyclistes, des fédérations nationales, des médecins, des coureurs, des organisations antidopage, des organismes nationaux chargés de l'application de la loi, des sponsors, des organisateurs de course et des journalistes.

## Ère Verbruggen / McQuaid
Le rapport publié par le CIRC ne contient aucune preuve des allégations de corruption et de dissimulation de cas de dopage pendant les mandats des présidents Verbruggen et McQuaid. Toutefois, le CIRC constate de nombreuses violations envers les règlements antidopage de l'UCI et aux principes de la bonne gouvernance en favorisant notamment Lance Armstrong.
En particulier, le CIRC critique la pratique de l'UCI, contraire à ses propres règles, d'autorisations rétroactives d'usage de médicaments à des fins thérapeutiques (AUT) pour permettre d'expliquer un test de dopage positif, comme lors du championnat du monde 1997 avec Laurent Brochard (lidocaïne) et le Tour de France 1999 avec Lance Armstrong (cortisone). En outre, le rapport rappelle l'exemption au règlement antidopage de l'UCI dont a bénéficié Lance Armstrong en 2009 pour reprendre la compétition contre une promesse de participation au Tour d'Irlande organisé par le frère du président de l'UCI Pat McQuaid. Il raconte également le cas du Tour de Suisse 2001 où un test de dopage de Lance Armstrong est désigné comme « très suspect » et où le patron du laboratoire antidopage de Lausanne explique au coureur la méthode de détection de l'EPO. Peu après, l'UCI avait accepté sous forme de dons déclarés un paiement en espèce d'Armstrong d'un montant de 125 000 dollars, même s'il n'est pas établi que ces paiements sont liés à la dissimulation des tests de dopage. De plus, l'UCI a tiré profit de l'influence d'Armstrong sur le rapport de l'avocat néerlandais Emile Vrijman, qui devrait évaluer les tests positif à l'EPO lors du Tour en 1999. De son côté, Armstrong a soutenu l'UCI dans un litige avec l'Agence mondiale antidopage. Aussi, Alberto Contador a bénéficié d'un traitement de faveur, lorsque, après le test positif de dopage au clenbutérol lors du Tour de France 2010, il a été personnellement informé par trois officiels de l'UCI en Espagne qu'il était possible que cela soit lié à de la viande contaminée (ce qui fut la stratégie de défense du coureur). Enfin, Verbruggen a influencé de façon inappropriée le choix de son successeur à la Présidence de l'UCI.

## Recommandations
Le rapport du CIRC décrit également des améliorations dans la politique antidopage de l'UCI pendant les mandats de McQuaid avec notamment l'introduction du passeport biologique et l'acquisition d'un programme « A 100% contre le dopage » par Anne Gripper en 2006. Toutefois, le rapport fait également référence à la possibilité, apparemment pratiquée, de contourner la méthode de détection par l'administration régulière des micro-doses d'érythropoïétine (EPO) pendant toute l'année. Selon des témoins, le médecin controversé Eufemiano Fuentes continue à travailler avec des cyclistes malgré son bannissement prononcé en 2013.
La lutte contre le dopage est loin d'être gagnée. La plupart des coureurs interrogés croient que le dopage est encore très répandu. Un coureur estime que la proportion d'athlètes utilisant encore le dopage est de 90%. La Commission considère que le dopage pratiqué aujourd'hui augmente la performance de seulement 3 à 5 %, contre 10 à 15 % il y a dix ans.
Le CIRC recommande à l'UCI plusieurs mesures :
- Pratiquer plus de contrôles sanguins nocturnes – entre 23 heures et 6 heures – pour piéger les coureurs pratiquant le micro-dosage d'EPO
- Faire davantage de contrôles sur de vieux échantillons, de manière ciblée et cohérente
- Créer une structure pour recevoir les témoignages de lanceurs d'alerte et approcher les coureurs contrôlés positifs pour obtenir des informations
- Ne pas transmettre immédiatement aux coureurs les évolutions de leur passeport biologique, car certains adaptent leurs pratiques dopantes afin que leurs valeurs sanguines restent toujours stables
- Enquêter sur le passé des individus encore actifs dans le cyclisme pour déterminer s'ils se sont dopés et pouvoir, si cela est prouvé, les écarter du milieu
- Mettre en place sur les courses par étapes d'une pharmacie centrale qui serait la seule source médicale pour l'ensemble du peloton
- Ne pas aligner sur une même compétition des équipes qui ne sont pas soumises aux mêmes règles antidopage : référence au passeport biologique, qui ne s'applique pas pour les équipes continentales (troisième division)
- Revoir le processus d'élection du Président de l'UCI, en impliquant les coureurs

En mars 2015, à la suite de ce rapport, l'UCI annonce de nouvelles mesures antidopage.